# Mitsuru Hotta
Mitsuru Hotta (堀田 満 Hotta Mitsuru?, n. 1935 - 8 de julio de 2015) fue un botánico japonés conocido por sus investigaciones sobre las aráceas.
Hotta nació en Osaka, Japón en 1937. Se graduó en el Departamento de Agricultura de la Universidad de la Prefectura de Osaka en 1960. El mismo año, tomó parte en la expedición a Tonga y Fiyi organizada por la Universidad de Kioto. Entre 1963 y 1964, Hotta ha hecho numerosas colecciones de plantas en Borneo, junto con el profesor Minoru Hirano de Universidad de la Ciudad de Osaka.

## Algunas publicaciones
- mitsuru Hotta. 1986. Diversity and dynamics of plant life in Sumatra: Report and collection of papers. Volumen 1. Editor Sumatra Nature Study (Botany), Kyoto Univ.

### Libros
- mitsuru Hotta. 1989. Diversity and plant-animal interaction in equatorial rain forests: report of the 1987-1988 Sumatra research. N.º 16 Occasional papers, Kagoshima Daigaku Nanpō Kaiiki Kenkyū Sentā. Editor Kagoshima Univ. Res. Center for the South Pacific, 203 pp.

- ----------------------. 1986. Appendices: plot data and identification lists. Volumen 1 de Diversity and dynamics of plant life in Sumatra. Parte 2. Editor Univ. 128 pp.

- ----------------------. 1985. New species of the genus Homalomena (Araceae) from Sumatra with a short note on the genus Furtadoa. Volumen 38, Parte 1 de Gardens' bulletin, Singapur. Editor Gov. Print. Office. 12 pp.

- ----------------------. 1971. Study of the Family Araceae: general remarks. Edición reimpresa. 42 pp.

- ----------------------. 1966. Notes on Schismatoglottidinae of Borneo. Edición reimpresa. 238 pp.

- La abreviatura «M.Hotta» se emplea para indicar a Mitsuru Hotta como autoridad en la descripción y clasificación científica de los vegetales.[1]